# Tim Toone
 (avril 2020).
Si vous disposez d'ouvrages ou d'articles de référence ou si vous connaissez des sites web de qualité traitant du thème abordé ici, merci de compléter l'article en donnant les références utiles à sa vérifiabilité et en les liant à la section « Notes et références ».
(en) Statistiques sur pro-football-reference
Timothy Lee Toone plus communément appelé Tim Toone (né le 14 février 1985 à Peoria) est un joueur américain de football américain.

## Lycée
Il fait partie lors de sa carrière lycéenne de l'équipe de la saison pour l'État de l'Arizona.

## Carrière

### Université
Toone étudie à l'université d'État de Weber. Membre de l'église de Jésus-Christ des Saints des Derniers Jours, il effectue une mission de deux ans en Afrique de l'ouest.
En 2007, il obtient une mention honorable pour sa saison par la conférence Big Sky.  En 2009, il est nommé dans l'équipe All-American de la saison dans la conférence FCS.

### Professionnel
Tim Toone est sélectionné au septième tour du draft de la NFL de 2010 par les Lions de Détroit au 255e et dernier choix du draft de cette année, obtenant le surnom de Mister Irrelevant. Le 4 septembre, il est libéré par Detroit, n'étant pas choisi dans l'effectif de cinquante-trois hommes pour le début de la saison 2010. Il intègre l'équipe d'entrainement des Lions le lendemain. Le 7 octobre 2010, il est inscrit sur la liste des blessés, ne jouant aucun match lors de la saison 2010. Le 5 janvier 2011, il signe un nouveau contrat avec les Lions. Il n'est pas gardé dans l'effectif des vingt-trois hommes et est libéré. Le 21 septembre, il signe avec l'équipe d'entraînement mais il n'y reste que six jours.
Le 11 octobre 2011, il signe avec l'équipe d'entraînement des Bills de Buffalo avant d'être recruté le 10 janvier 2012 dans l'équipe d'entraînement des Broncos de Denver. Il ne reste pas longtemps avec Denver car il signe le 25 juillet avec les Falcons d'Atlanta, en plein camp d'entraînement. Toone intègre, pour la première fois de sa carrière, l'équipe des cinquante-trois hommes retenus pour l'ouverture d'une saison. Cependant, il est victime d'une élongation des ischion-jambiers et coupé le 6 septembre 2012. L'ancien de Weber State revient dans cette équipe le 13 novembre mais ne joue aucun match.
Il est finalement coupé le 23 juillet 2013 et signe avec les Saints de La Nouvelle-Orléans, une semaine plus tard, le 30 juillet. Toone n'arrive pas à convaincre ses entraîneurs et est libéré le 27 août.
Il termine sa carrière en France, du côté des Lions de Bordeaux puis des Devils de Cenon, au poste de linebacker[réf. nécessaire].